# 九七式戰車炮

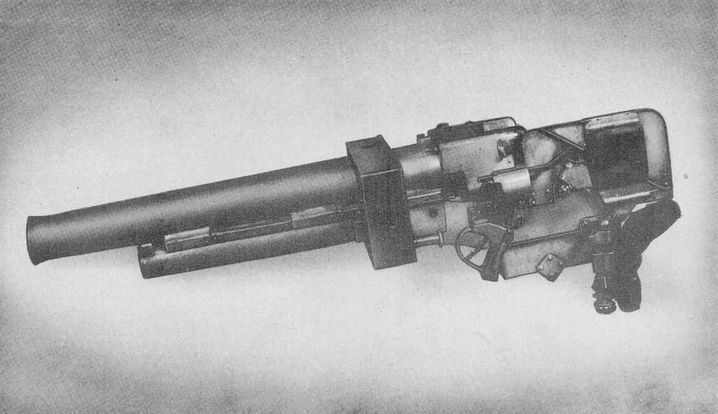
九七式戰車炮

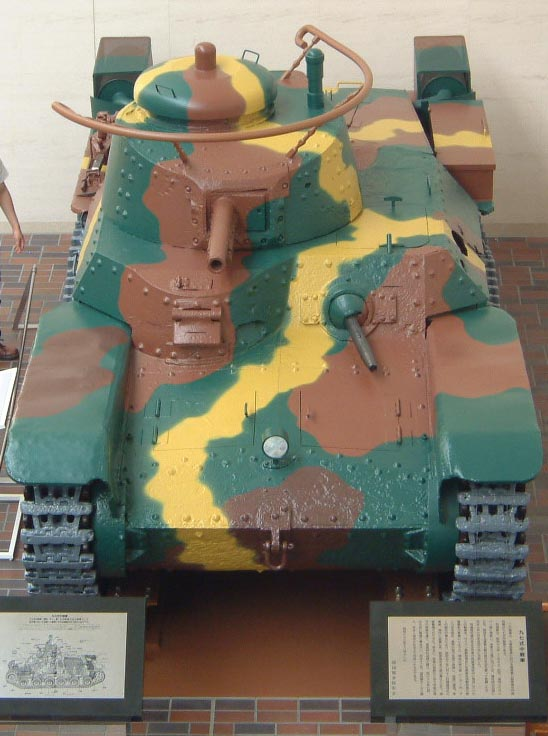
配備九七式戰車炮的日本九七式中戰車

九七式戰車車炮口徑為57毫米，是日本帝國陸軍為了九七式中戰車而研製的戰車炮，此炮是一種短炮管的戰車炮，主要作為火力支援而非反戰車作戰，因此炮彈初速低，故而射程短和穿甲威力差，這種需求在中國戰場還能應付，但在1939年的蘇日諾門罕戰役當中，日軍九七式中戰車面對有高初速反戰車炮的蘇聯BT坦克卻吃了大虧，由1942年開始，九七式中戰車即改用配備一式戰車炮的新炮塔，此為九七式改

## 基本資料
- 口徑:57毫米
- 炮管長:1.05米
- 炮彈初速:355.3米/秒
- 穿甲威力:從1,000米處開火，可打穿25毫米厚鋼板
- 炮彈種類:穿甲彈和高爆彈

## 產地
- 日本

## 擁有國
- 日本，生產國。
- 中華民國，中國抗日戰爭時繳獲與日本戰後賠償。